# Olympische Winterspiele 2010/Ski Alpin
Bei den XXI. Olympischen Winterspielen 2010 in Vancouver (Kanada) fanden zehn Wettbewerbe (je fünf bei Männern und Frauen) im alpinen Skisport statt. Austragungsort war Whistler-Blackcomb bei Whistler, rund 125 km nördlich von Vancouver.

## Bilanz

### Medaillenspiegel

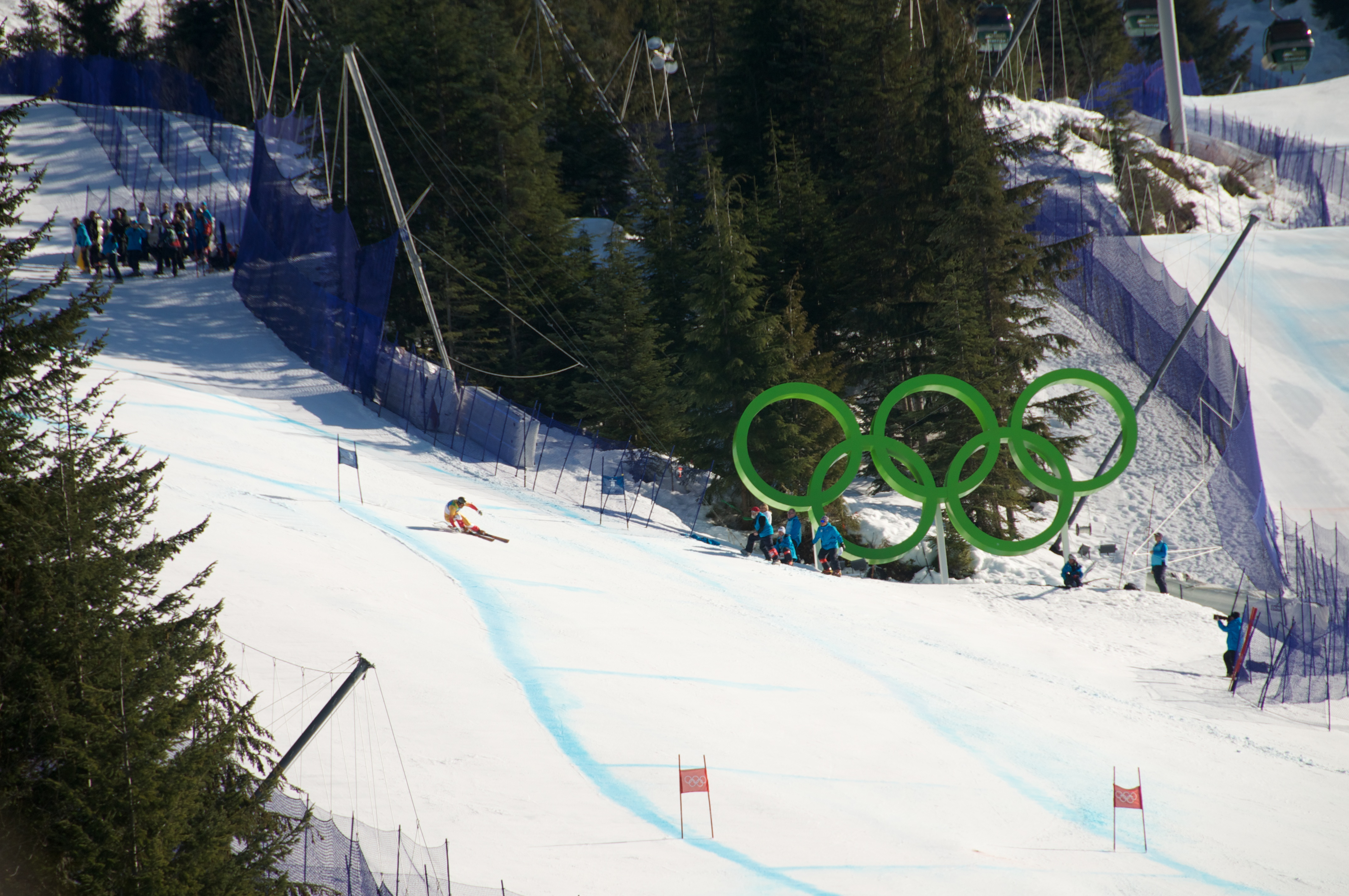
Super-G-Rennen der Frauen auf der Piste „Franz’s Downhill“

| Platz | Land               | Gold | Silber | Bronze | Gesamt |
| ----- | ------------------ | ---- | ------ | ------ | ------ |
| 1     | Deutschland        | 3    | –      | –      | 3      |
| 2     | Vereinigte Staaten | 2    | 3      | 3      | 8      |
| 3     | Schweiz            | 2    | –      | 1      | 3      |
| 4     | Norwegen           | 1    | 2      | 1      | 4      |
| 5     | Österreich         | 1    | 1      | 2      | 4      |
| 6     | Italien            | 1    | –      | –      | 1      |
| 7     | Kroatien           | –    | 2      | –      | 2      |
| 7     | Slowenien          | –    | 2      | –      | 2      |
| 9     | Schweden           | –    | –      | 2      | 2      |
| 10    | Tschechien         | –    | –      | 1      | 1      |

### Medaillengewinner
| Konkurrenz   | Gold               | Silber             | Bronze             |
| ------------ | ------------------ | ------------------ | ------------------ |
| Abfahrt      | Didier Défago      | Aksel Lund Svindal | Bode Miller        |
| Super-G      | Aksel Lund Svindal | Bode Miller        | Andrew Weibrecht   |
| Riesenslalom | Carlo Janka        | Kjetil Jansrud     | Aksel Lund Svindal |
| Slalom       | Giuliano Razzoli   | Ivica Kostelić     | André Myhrer       |
| Kombination  | Bode Miller        | Ivica Kostelić     | Silvan Zurbriggen  |

| Konkurrenz   | Gold                | Silber         | Bronze          |
| ------------ | ------------------- | -------------- | --------------- |
| Abfahrt      | Lindsey Vonn        | Julia Mancuso  | Elisabeth Görgl |
| Super-G      | Andrea Fischbacher  | Tina Maze      | Lindsey Vonn    |
| Riesenslalom | Viktoria Rebensburg | Tina Maze      | Elisabeth Görgl |
| Slalom       | Maria Höfl-Riesch   | Marlies Schild | Šárka Strachová |
| Kombination  | Maria Höfl-Riesch   | Julia Mancuso  | Anja Pärson     |

## Ergebnisse Männer

### Abfahrt
| Platz | Land | Sportler            | Zeit (min) |
| ----- | ---- | ------------------- | ---------- |
| 1     | SUI  | Didier Défago       | 1:54,31    |
| 2     | NOR  | Aksel Lund Svindal  | 1:54,38    |
| 3     | USA  | Bode Miller         | 1:54,40    |
| 4     | AUT  | Mario Scheiber      | 1:54,52    |
| 5     | CAN  | Erik Guay           | 1:54,64    |
| 6     | SUI  | Didier Cuche        | 1:54,67    |
| 7     | FRA  | David Poisson       | 1:54,82    |
| 8     | LIE  | Marco Büchel        | 1:54,84    |
| 9     | AUT  | Klaus Kröll         | 1:54,87    |
| 10    | AUT  | Michael Walchhofer  | 1:54,88    |
| 11    | SUI  | Carlo Janka         | 1:55,02    |
|       |      |                     |            |
| 12    | ITA  | Werner Heel         | 1:55,19    |
| 15    | ITA  | Peter Fill          | 1:55,29    |
| 18    | ITA  | Christof Innerhofer | 1:55,58    |
| 22    | AUT  | Hans Grugger        | 1:55,81    |
| 23    | SUI  | Ambrosi Hoffmann    | 1:56,04    |
| 24    | GER  | Stephan Keppler     | 1:56,11    |

Datum: 15. Februar 2010, 19:30 Uhr (10:30 Uhr Ortszeit)

Strecke: „Dave Murray“

Start: 1678 m, Ziel: 825 m

Höhendifferenz: 853 m, Streckenlänge: 3105 m

Durchschnittsgeschwindigkeit des Siegers: 97,8 km/h

Kurssetzer: Helmuth Schmalzl, 41 Tore
64 Teilnehmer aus 26 Ländern, 59 in der Wertung.
Die Männerabfahrt hätte ursprünglich am 13. Februar stattfinden sollen, musste aber wegen warmer Temperaturen und Regens im unteren Streckenteil um zwei Tage verschoben werden. Die Piste präsentierte sich uneben und war entsprechend schwer zu befahren. Im Gegensatz zu den Tagen davor herrschte Sonnenschein und alle Fahrer profitierten von gleich bleibenden Bedingungen.
Die erste ernstzunehmende Richtzeit stellte Bode Miller auf, der mit Startnummer 8 die Führung übernahm. Aksel Lund Svindal (Nr. 16) konnte Millers Zeit um zwei Hundertstelsekunden unterbieten und setzte sich an die Spitze. Didier Défago, in der Saison zuvor Sieger am Lauberhorn und auf der Streif, war mit Startnummer 18 nochmals sieben Hundertstel schneller und erzielte eine Bestzeit, die von niemendem mehr unterboten wurde. Nur 1992 und 1994 gab es in einer Olympiaabfahrt eine knappere Entscheidung. Didier Cuche (Nr. 22), aufgrund der Trainingsleistungen einer der meistgenannten Favoriten, war bis zur untersten Zwischenzeit auf Medaillenkurs, wählte jedoch in der letzten Linkskurve eine falsche Linie und fiel auf den sechsten Platz zurück. Auch andere Favoriten wie Nr. 17 Michael Walchhofer, Nr. 20 Carlo Janka oder Nr. 19 Manuel Osborne-Paradis blieben ohne Medaille.

### Super-G
| Platz | Land | Sportler            | Zeit (min) |
| ----- | ---- | ------------------- | ---------- |
| 1     | NOR  | Aksel Lund Svindal  | 1:30,34    |
| 2     | USA  | Bode Miller         | 1:30,62    |
| 3     | USA  | Andrew Weibrecht    | 1:30,65    |
| 4     | ITA  | Werner Heel         | 1:30,67    |
| 5     | CAN  | Erik Guay           | 1:30,68    |
| 6     | ITA  | Christof Innerhofer | 1:30,73    |
| 7     | ITA  | Patrick Staudacher  | 1:30,74    |
| 8     | SUI  | Carlo Janka         | 1:30,83    |
| 9     | SUI  | Tobias Grünenfelder | 1:30,90    |
| 10    | SUI  | Didier Cuche        | 1:31,06    |
|       |      |                     |            |
| 14    | AUT  | Benjamin Raich      | 1:31,35    |
| 15    | SUI  | Didier Défago       | 1:31,43    |
| 17    | AUT  | Georg Streitberger  | 1:31,49    |
| 20    | AUT  | Mario Scheiber      | 1:31,93    |
| 21    | AUT  | Michael Walchhofer  | 1:32,00    |

Datum: 19. Februar 2010, 20:30 Uhr MEZ (11:30 Uhr Ortszeit)

Strecke: „Dave Murray“

Start: 1440 m, Ziel: 825 m

Höhendifferenz: 615 m, Streckenlänge: 2200 m

Durchschnittsgeschwindigkeit des Siegers: 87,6 km/h

Kurssetzer: Giovanni Rulfi, 44 Tore
64 Teilnehmer aus 28 Ländern, 45 in der Wertung. Ausgeschieden u. a.: Marco Büchel (LIE), Robbie Dixon (CAN), Peter Fill (ITA), Patrik Järbyn (SWE), Andrej Jerman (SLO), Stephan Keppler (GER), Hans Olsson (SWE), Manuel Osborne-Paradis (CAN), David Poisson (FRA), Natko Zrnčić-Dim (CRO).
Das Rennen konnte bei idealen Witterungsbedingungen ausgetragen werden (Sonnenschein, Temperaturen um 0 °C). Mit Startnummer 3 stellte Andrew Weibrecht (bisher Rang 11 als bestes Weltcup-Resultat) eine Zeit auf, an der die nachfolgenden Athleten überraschenderweise reihenweise scheiterten, zum Teil äußerst knapp. Erst Bode Miller (Nr. 11) gelang es, seinen Teamkollegen um drei Hundertstelsekunden zu schlagen. Schließlich setzte sich Aksel Lund Svindal (Nr. 19) mit 0,28 Sekunden Vorsprung durch und seine Zeit wurde von niemandem mehr unterboten. Im siebten olympischen Super-G war dies bereits der vierte norwegische Sieg: 1992, 2002 und 2006 hatte Kjetil André Aamodt die Goldmedaille gewonnen. Überschattet wurde das Rennen von einem schweren Sturz von Patrik Järbyn: Der Schwede blieb bewusstlos liegen und musste mit dem Hubschrauber abtransportiert werden, im Krankenhaus wurden eine leichte Gehirnerschütterung und Hautabschürfungen im Gesichtsbereich diagnostiziert.

### Riesenslalom
| Platz | Land | Sportler            | Zeit (min) |
| ----- | ---- | ------------------- | ---------- |
| 1     | SUI  | Carlo Janka         | 2:37,83    |
| 2     | NOR  | Kjetil Jansrud      | 2:38,22    |
| 3     | NOR  | Aksel Lund Svindal  | 2:38,44    |
| 4     | AUT  | Marcel Hirscher     | 2:38,52    |
| 5     | AUT  | Romed Baumann       | 2:38,80    |
| 6     | AUT  | Benjamin Raich      | 2:38,83    |
| 7     | CRO  | Ivica Kostelić      | 2:38,88    |
| 8     | GER  | Felix Neureuther    | 2:39,06    |
| 9     | USA  | Ted Ligety          | 2:39,11    |
| 10    | SLO  | Aleš Gorza          | 2:39,21    |
|       |      |                     |            |
| 12    | AUT  | Philipp Schörghofer | 2:39,35    |
| 14    | SUI  | Didier Cuche        | 2:39,45    |
| 15    | SUI  | Sandro Viletta      | 2:39,54    |
| 29    | SUI  | Marc Berthod        | 2:42,10    |

Datum: 23. Februar 2010
1. Lauf: 19:00 Uhr MEZ (10:00 Uhr Ortszeit)
2. Lauf: 22:45 Uhr MEZ (13:45 Uhr Ortszeit)
Strecke: „Dave Murray“

Start: 1210 m, Ziel: 805 m

Höhendifferenz: 405 m, Streckenlänge: 1512 m

Kurssetzer 1. Lauf: David Chastan (FRA), 52 Tore

Kurssetzer 2. Lauf: Matteo Guadagnini (ITA), 55 Tore
103 Teilnehmer aus 60 Ländern, 89 in der Wertung. Ausgeschieden u. a.: 1. Lauf: Thomas Mermillod Blondin (FRA), Bode Miller (USA); 2. Lauf: André Myhrer (SWE), Cyprien Richard (FRA), Marcus Sandell (FIN), Gauthier de Tessières (FRA).
Das Rennen war ursprünglich für den 21. Februar vorgesehen, Verschiebungen bei den vorherigen Rennen machten jedoch eine Anpassung des Programms notwendig. Leichter Schneefall, der im unteren Streckenteil in Schneeregen überging, sorgte für schwierige Pistenbedingungen. Der erste Lauf ergab an der Ranglistenspitze relativ knappe Zeitabstände. Nicht weniger als 13 Fahrer klassierten sich innerhalb einer Sekunde und hatten somit noch realistische Chancen auf einen Medaillengewinn. Am schnellsten war der Schweizer Carlo Janka mit einem Vorsprung von 0,02 Sekunden auf den Österreicher Romed Baumann und 0,16 Sekunden auf den Norweger Aksel Lund Svindal. Dahinter folgten zwei weitere Österreicher, Marcel Hirscher und Benjamin Raich, der Olympiasieger von 2006.
Kjetil Jansrud, nach dem ersten Lauf noch auf Platz 11 liegend, fuhr im zweiten Lauf die klare Bestzeit und überholte fast alle vor ihm liegenden Konkurrenten. Nur Carlo Janka konnte sich dem Norweger widersetzen und gewann mit einer kontrollierten Fahrt nach WM-Gold 2009 auch die olympische Riesenslalom-Goldmedaille. Svindal behauptete seinen dritten Platz. Nicht vom Glück begünstigt waren die Österreicher, die allesamt zurückfielen und sich geschlossen auf den Plätzen 4 (Hirscher), 5 (Baumann) und 6 (Raich) klassierten.

### Slalom
| Platz | Land | Sportler          | Zeit (min) |
| ----- | ---- | ----------------- | ---------- |
| 1     | ITA  | Giuliano Razzoli  | 1:39,32    |
| 2     | CRO  | Ivica Kostelić    | 1:39,48    |
| 3     | SWE  | André Myhrer      | 1:39,76    |
| 4     | AUT  | Benjamin Raich    | 1:39,81    |
| 5     | AUT  | Marcel Hirscher   | 1:40,20    |
| 6     | SLO  | Mitja Valenčič    | 1:40,35    |
| 7     | ITA  | Manfred Mölgg     | 1:40,45    |
| 8     | CAN  | Julien Cousineau  | 1:40,66    |
| 9     | FRA  | Julien Lizeroux   | 1:40,72    |
| 10    | AUT  | Reinfried Herbst  | 1:40,78    |
|       |      |                   |            |
| 12    | SUI  | Silvan Zurbriggen | 1:40,83    |
| 15    | SUI  | Marc Gini         | 1:41,35    |

Datum: 27. Februar 2010
1. Lauf: 19:00 Uhr MEZ (10:00 Uhr Ortszeit)
2. Lauf: 22:45 Uhr MEZ (13:45 Uhr Ortszeit)
Strecke: „Dave Murray“

Start: 985 m, Ziel: 805 m

Höhendifferenz: 180 m

Kurssetzer 1. Lauf: Dusan Grasic (CAN) 66 Tore

Kurssetzer 2. Lauf: Christian Höflehner (AUT) 63 Tore
102 Teilnehmer aus 56 Ländern, 54 in der Wertung. Ausgeschieden u. a.: Axel Bäck (SWE), Marc Berthod (SUI), Jimmy Cochran (USA), Urs Imboden (MDA), Ted Ligety (USA), Bode Miller (USA), Steve Missillier (FRA), Lars Elton Myhre (NOR), Felix Neureuther (GER), Manfred Pranger (AUT), Patrick Thaler (ITA), Bernard Vajdič (SLO), Sandro Viletta (SUI).
Das olympische Slalomrennen war von äußerst ungünstigen Bedingungen geprägt: Dauerregen hatte die Piste aufgeweicht, zusätzlich sorgte zeitweise dichter Nebel für schlechte Sichtverhältnisse. Im ersten Lauf kam Giuliano Razzoli weitaus am besten mit dieser Situation zurecht. Er führte 0,43 Sekunden vor Mitja Valenčič und 0,54 Sekunden vor Benjamin Raich. Weitere sieben Fahrer hatten noch realistische Medaillenchancen. Der auf Platz 10 liegende André Myhrer stellte im zweiten Durchgang die Bestzeit auf und stieß auf den dritten Schlussrang vor, den er vor vier Jahren in Turin noch um 0,03 Sekunden verpasst hatte. Der Viertklassierte Ivica Kostelić verbesserte sich noch auf den zweiten Platz. Razzoli konnte seinen Vorsprung verteidigen und gewann (in Summe doch etwas überraschend, wenngleich er Anfang Januar in Zagreb gewonnen hatte) die Goldmedaille, als dritter Italiener nach Piero Gros (1976) und dem als Zuschauer anwesenden Alberto Tomba (1988).
Die Österreicher, die das stärkste Slalomteam stellten, konnten ihr Ziel, beim letzten Wettbewerb eine Medaille zu erobern, nicht erreichen. Benjamin Raich verpasste die Bronzemedaille um 0,05 Sekunden, der im Slalomweltcup führende Reinfried Herbst wurde Zehnter. Auch im fünften olympischen Rennen war es den österreichischen Männern nicht gelungen, eine Medaille zu gewinnen und sorgten so für das schlechteste Abschneiden in ihrer olympischen Geschichte. Zuvor hatte es nur 1936 keinen Medaillengewinner gegeben: Damals waren die Österreicher gar nicht angetreten, weil das IOC den Start von Skilehrern untersagt hatte. Noch hinter den Österreichern landeten die beiden im Bewerb verbliebenen Schweizer und der für Bulgarien startende Vorarlberger Kilian Albrecht. Der 51-jährige Prinz Hubertus von Hohenlohe, ältester Teilnehmer bei diesen Spielen, konnte sich auch bei seinem zweiten Start im Klassement platzieren.

### Super-Kombination
| Platz | Land | Sportler            | Zeit (min) |
| ----- | ---- | ------------------- | ---------- |
| 1     | USA  | Bode Miller         | 2:44,92    |
| 2     | CRO  | Ivica Kostelić      | 2:45,25    |
| 3     | SUI  | Silvan Zurbriggen   | 2:45,32    |
| 4     | SUI  | Carlo Janka         | 2:45,54    |
| 5     | USA  | Ted Ligety          | 2:45,82    |
| 6     | AUT  | Benjamin Raich      | 2:46,13    |
| 7     | CZE  | Ondřej Bank         | 2:46,19    |
| 8     | ITA  | Christof Innerhofer | 2:46,45    |
| 9     | NOR  | Kjetil Jansrud      | 2:46,50    |
| 10    | USA  | Will Brandenburg    | 2:47,06    |
|       |      |                     |            |
| 14    | SUI  | Sandro Viletta      | 2:48,19    |
| 22    | GER  | Stephan Keppler     | 2:49,79    |

Datum: 21. Februar 2010

Strecke: „Dave Murray“
Abfahrt: 18:30 Uhr MEZ (09:30 Uhr Ortszeit)

Start: 1678 m, Ziel: 825 m

Höhendifferenz: 853 m, Streckenlänge: 3105 m

Kurssetzer: Helmuth Schmalzl, 41 Tore
Slalom: 21:15 Uhr MEZ (12:15 Uhr Ortszeit)

Start: 1005 m, Ziel: 805 m

Höhendifferenz: 200 m

Kurssetzer: Ante Kostelić (CRO), 69 Tore
52 Teilnehmer aus 22 Ländern, 34 in der Wertung. Ausgeschieden u. a.: Romed Baumann (AUT), Johan Clarey (FRA), Didier Défago (SUI), Peter Fill (ITA), Manfred Mölgg (ITA), Hans Olsson (SWE), Andrej Šporn (SLO), Georg Streitberger (AUT), Aksel Lund Svindal (NOR).
Ursprünglich war die Super-Kombination am 16. Februar 2010 vorgesehen, Verschiebungen anderer Rennen sorgten aber dafür, dass der Wettbewerb erst mit fünftägiger Verspätung durchgeführt werden konnte. Bei Sonnenschein und Temperaturen um den Gefrierpunkt waren die äußeren Bedingungen ideal. Die Abfahrt, der erste Teil der Super-Kombination, konnte auf der ungekürzten Strecke ausgetragen werden. An die Spitze setzte sich Aksel Lund Svindal vor dem überraschenden Dominik Paris. Auf den weiteren Plätzen folgten Carlo Janka und Didier Défago. Von den Slalomspezialisten lagen Bode Miller, Ivica Kostelić, Silvan Zurbriggen und Benjamin Raich, der als einziger der nur mit drei Fahrern angetretenen Österreicher für den Slalom verblieb (Streitberger mit nur Rang 22 in der Abfahrt verzichtete), an aussichtsreichster Position. Der Slalomteil (ein Durchgang) folgte knapp drei Stunden später. Kostelić konnte sich auf dem von seinem Vater ausgesteckten Kurs zunächst an die Spitze setzen, wurde aber kurz darauf von Miller um 0,33 Sekunden geschlagen. Zurbriggen verbesserte sich vom zehnten auf den dritten Platz. Paris fiel erwartungsgemäß weit zurück, während der nach der Abfahrt führende Svindal im Slalom ausschied. Damit stand Miller als Olympiasieger fest.

## Ergebnisse Frauen

### Abfahrt
| Platz | Land | Sportler              | Zeit (min) |
| ----- | ---- | --------------------- | ---------- |
| 1     | USA  | Lindsey Vonn          | 1:44,19    |
| 2     | USA  | Julia Mancuso         | 1:44,75    |
| 3     | AUT  | Elisabeth Görgl       | 1:45,65    |
| 4     | AUT  | Andrea Fischbacher    | 1:45,68    |
| 5     | SUI  | Fabienne Suter        | 1:46:17    |
| 6     | CAN  | Britt Janyk           | 1:46,21    |
| 7     | FRA  | Marie Marchand-Arvier | 1:46,22    |
| 8     | GER  | Maria Riesch          | 1:46,26    |
| 9     | ITA  | Lucia Recchia         | 1:46,50    |
| 10    | GER  | Gina Stechert         | 1:46,93    |
|       |      |                       |            |
| 12    | SUI  | Nadia Styger          | 1:47,22    |
| 14    | AUT  | Regina Mader          | 1:47,53    |
| 19    | SUI  | Nadja Kamer           | 1:48,14    |
| 22    | ITA  | Johanna Schnarf       | 1:48,77    |
| 25    | AUT  | Anna Fenninger        | 1:49,95    |

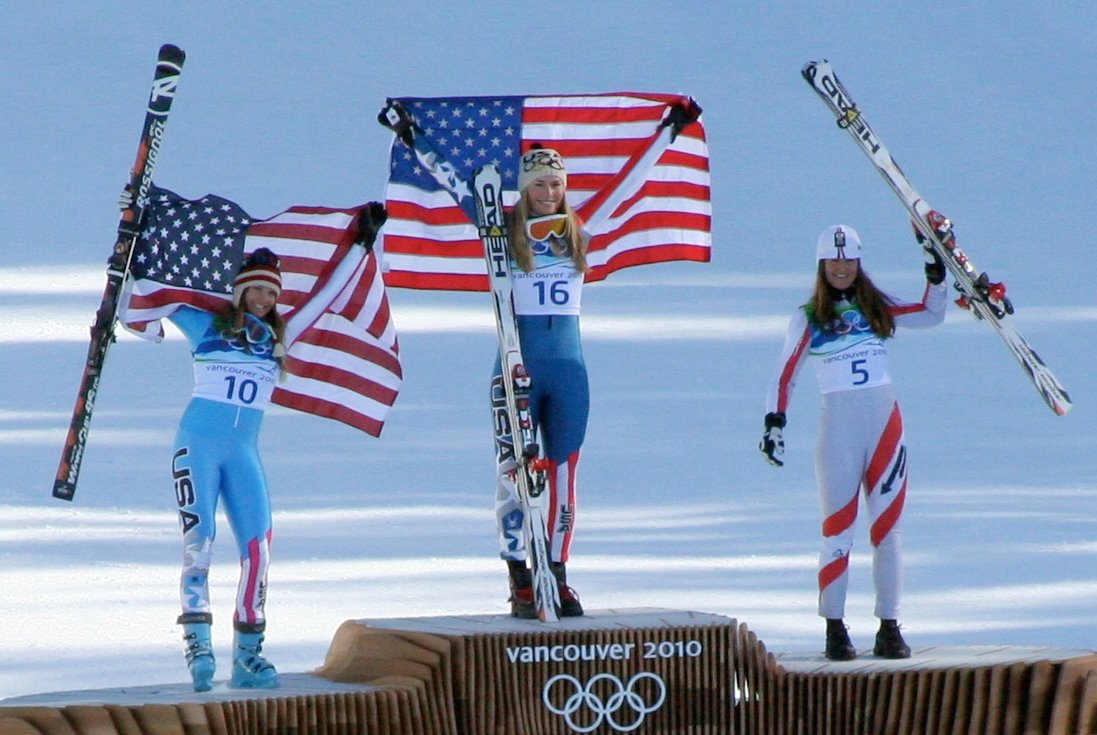
Abfahrts-Medaillengewinnerinnen: Julia Mancuso (links), Lindsey Vonn (Mitte), Elisabeth Görgl (rechts)

Datum: 17. Februar 2010, 20:00 Uhr MEZ (11:00 Uhr Ortszeit)

Strecke: „Franz’s Downhill“

Start: 1595 m, Ziel: 825 m

Höhendifferenz: 770 m, Streckenlänge: 2939 m

Durchschnittsgeschwindigkeit der Siegerin: 101,5 km/h

Kurssetzer: Jan Tischhauser, 43 Tore
45 Teilnehmerinnen aus 22 Ländern, 37 in der Wertung. Ausgeschieden: Elena Fanchini (ITA), Dominique Gisin (SUI), Daniela Merighetti (ITA), Anja Pärson (SWE), Marion Rolland (FRA). Disqualifiziert: Alice McKennis (USA). Nicht am Start: Georgia Simmerling (CAN).
Die wegen Schlechtwetters um drei Tage verschobene Frauenabfahrt präsentierte sich sehr uneben und kraftraubend, konnte aber bei fairen Bedingungen ausgetragen werden (Sonnenschein, Temperaturen leicht über den Gefrierpunkt). Erschwerend kam hinzu, dass keine der Fahrerinnen zuvor einen ganzen Trainingslauf absolvieren konnte. Stattdessen war ein in zwei Hälften geteiltes Training durchgeführt worden. Wegen der mangelnden Vorbereitung kam es im Rennen zu einigen dramatischen Szenen. Anja Pärson stürzte nach einem fast 60 Meter weiten Flug beim Zielsprung, bis dahin war die Schwedin mit zweitbester Zwischenzeit auf Medaillenkurs. Ebenfalls beim Zielsprung kamen Dominique Gisin und Daniela Merighetti zu Fall, blieben aber wie Pärson ohne gravierende Verletzungen. Dagegen verletzten sich Edit Miklós, die im Mittelteil in die Fangzäune fiel, und Marion Rolland, die sich bei einem harmlos aussehenden Sturz wenige Meter nach dem Start (bekam die Stöcke zwischen die Ski) einen Kreuzbandriss zuzog. Die Piste wurde danach teilweise als zu gefährlich kritisiert, dagegen bezeichneten mehrere Athletinnen Franz’s Downhill als olympiawürdige Herausforderung.
Elisabeth Görgl fuhr mit Startnummer 5 eine erste ernstzunehmende Richtzeit und übernahm deutlich die Führung. Julia Mancuso sorgte für eine Überraschung und war nochmals 0,9 Sekunden schneller; in den zwei Jahren zuvor war sie weit von der Bestform entfernt gewesen und hatte nie auf dem Podest gestanden. Als einzige ihrer Favoritenrolle gerecht wurde Lindsey Vonn, die fünf der sechs Weltcupabfahrten in diesem Winter für sich entschieden hatte. Sie hielt dem von den amerikanischen Medien erzeugten Druck stand, unterbot Mancusos Zeit um 0,56 Sekunden und sicherte sich den Sieg. Görgl führte eine Familientradition fort: Ihre Mutter Traudl Hecher hatte 1960 und 1964 Abfahrts-Bronze gewonnen.

### Super-G
| Platz | Land | Sportler            | Zeit (min) |
| ----- | ---- | ------------------- | ---------- |
| 1     | AUT  | Andrea Fischbacher  | 1:20,14    |
| 2     | SLO  | Tina Maze           | 1:20,63    |
| 3     | USA  | Lindsey Vonn        | 1:20,88    |
| 4     | ITA  | Johanna Schnarf     | 1:20,99    |
| 5     | AUT  | Elisabeth Görgl     | 1:21,14    |
| 6     | SUI  | Nadia Styger        | 1:21,25    |
| 7     | ITA  | Lucia Recchia       | 1:21,43    |
| 8     | GER  | Maria Riesch        | 1:21,46    |
| 9     | USA  | Julia Mancuso       | 1:21,50    |
| 10    | FRA  | Ingrid Jacquemod    | 1:21,77    |
|       |      |                     |            |
| 12    | SUI  | Andrea Dettling     | 1:22,03    |
| 13    | SUI  | Fabienne Suter      | 1:22,16    |
| 15    | GER  | Gina Stechert       | 1:22,21    |
| 16    | AUT  | Anna Fenninger      | 1:22,30    |
| 28    | GER  | Viktoria Rebensburg | 1:25,23    |

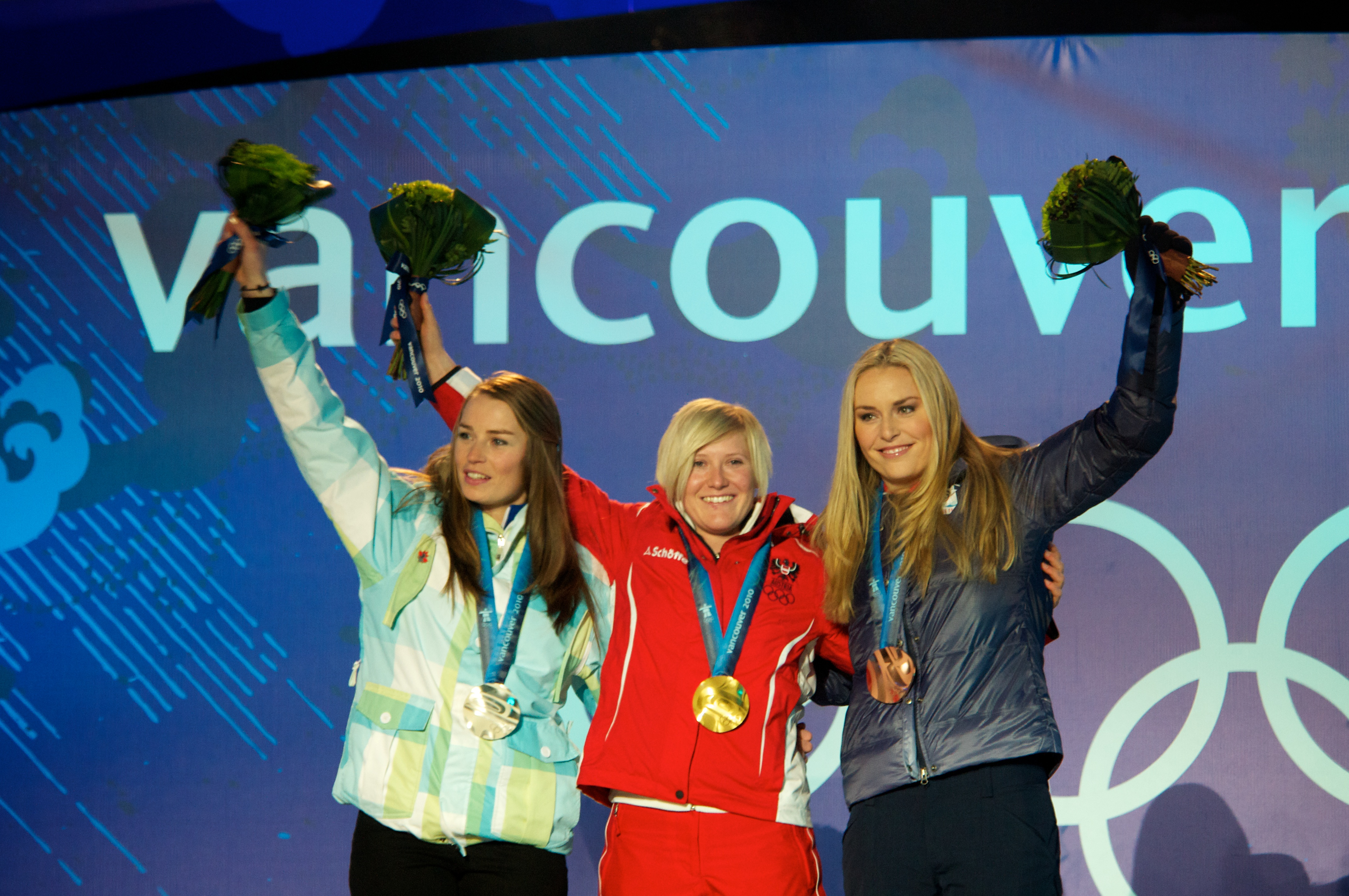
Medaillengewinnerinnen des Super-G auf der Medal Plaza: Tina Maze (links), Andrea Fischbacher (Mitte), Lindsey Vonn (rechts)

Datum: 20. Februar 2010, 19:00 Uhr MEZ (10:00 Uhr Ortszeit)

Strecke: „Franz’s Downhill“

Start: 1425 m, Ziel: 825 m

Höhendifferenz: 600 m, Streckenlänge: 2005 m

Durchschnittsgeschwindigkeit der Siegerin: 90,1 km/h

Kurssetzer: Jürgen Kriechbaum (AUT), 41 Tore
53 Teilnehmerinnen aus 27 Ländern, 38 in der Wertung. Ausgeschieden u. a.: Emily Brydon (CAN), Maruša Ferk (SLO), Nadja Kamer (SUI), Marie Marchand-Arvier (FRA), Chelsea Marshall (USA), Daniela Merighetti (ITA), Shona Rubens (CAN), Nicole Schmidhofer (AUT).
Bei Sonnenschein und Temperaturen leicht über dem Gefrierpunkt präsentierte sich die Piste in einem kompakten Zustand. Die Kurssetzung erwies sich als technisch anspruchsvoll, weshalb zahlreiche Fahrerinnen ein Tor verpassten. Julia Mancuso (USA) eröffnete das Rennen; ihre Zeit von 1:21,50 Minuten reichte für Rang neun. Als erste der Favoritinnen ging Elisabeth Görgl ins Rennen; sie übernahm die Führung, fiel dann aber auf den fünften Platz zurück. Die nach ihr gestartete Lindsey Vonn, welche ein Jahr zuvor den WM-Titel im Super-G gewonnen hatte, galt (auch auf Grund ihrer Goldmedaille in der vor einigen Tagen gefahrenen Abfahrt) als die größte Favoritin; sie fuhr 0,26 Sekunden schneller und sah wie die sichere Siegerin aus. Doch dann überraschte Andrea Fischbacher, die schon bei den Zwischenzeitmessungen voraus lag und Vonns Zeit deutlich um 0,74 Sekunden unterbot. Schließlich schob sich Tina Maze vor Vonn auf Platz zwei. Fischbachers Goldmedaille blieb die einzige für Österreichs Alpine. Ohne Medaille blieben die Schweizerinnen, das stärkste Super-G-Team in der laufenden Weltcupsaison.

### Riesenslalom
| Platz | Land | Sportler             | Zeit (min) |
| ----- | ---- | -------------------- | ---------- |
| 1     | GER  | Viktoria Rebensburg  | 2:27,11    |
| 2     | SLO  | Tina Maze            | 2:27,15    |
| 3     | AUT  | Elisabeth Görgl      | 2:27,25    |
| 4     | SUI  | Fabienne Suter       | 2:27,52    |
| 5     | AUT  | Kathrin Zettel       | 2:27,53    |
| 6     | GER  | Kathrin Hölzl        | 2:27,58    |
| 7     | AUT  | Eva-Maria Brem       | 2:27,62    |
| 8     | USA  | Julia Mancuso        | 2:27,66    |
| 9     | FRA  | Taïna Barioz         | 2:27,79    |
| 10    | GER  | Maria Riesch         | 2:27,97    |
|       |      |                      |            |
| 15    | AUT  | Michaela Kirchgasser | 2:28,40    |
| 17    | ITA  | Manuela Mölgg        | 2:28,66    |

Datum: 24. Februar 2010
1. Lauf: 19:00 Uhr MEZ (10:00 Uhr Ortszeit)
2. Lauf: 25. Februar 2010, 18:30 Uhr MEZ (9:30 Uhr Ortszeit)
Strecke: „Franz’s Downhill“

Start: 1177 m, Ziel: 805 m

Höhendifferenz: 372 m

Kurssetzer 1. Lauf: Christian Schwaiger (GER), 49 Tore

Kurssetzer 2. Lauf: Anders Pärson (SWE) 47 Tore
86 Teilnehmerinnen aus 47 Ländern, 60 in der Wertung. Ausgeschieden u. a.: 1. Lauf: Lindsey Vonn (USA), Mona Løseth (NOR), Andrea Dettling (SUI). Zum 2. Lauf nicht angetreten: Šárka Záhrobská (CZE), Veronika Zuzulová (SVK), Ana Jelušić (CRO), Nika Fleiss (CRO).
Weitaus am stärksten vom äußerst wechselhaften Wetter war der Riesenslalom der Frauen betroffen. Der erste Lauf konnte noch unter regulären Bedingungen bei leichtem Schneefall durchgeführt werden. Am besten kamen Österreicherinnen mit dem Kurs zurecht: Es führte Elisabeth Görgl vor der überraschenden Französin Taïna Barioz und Kathrin Zettel; eine dritte Österreicherin, Eva-Maria Brem lag auf dem vierten Zwischenrang. Lindsey Vonn stürzte in den Fangzaun und brach sich den kleinen Finger. Die bereits nach ihr gestartete Julia Mancuso, Olympiasiegerin von 2006, musste die Fahrt abbrechen. Der zweite Lauf wurde wegen des immer dichter werdenden Nebels zunächst mehrmals verschoben und schließlich auf den nächsten Tag angesetzt.
Das Wetter besserte sich zwar nur leicht, dennoch konnte der zweite Lauf problemlos durchgeführt werden. Die auf dem sechsten Zwischenrang liegende Viktoria Rebensburg setzte sich an die Spitze. Keine der nach ihr folgenden Konkurrentinnen konnte ihre Gesamtzeit unterbieten. Am nächsten kam Tina Maze, die insgesamt 0,04 Sekunden verlor und Zweite wurde. Auf den dritten Platz fuhr die zur Halbzeit führende Görgl, die damit Fabienne Suter vom Podest verdrängte. Rebensburg ist die erste deutsche Riesenslalom-Olympiasiegerin nach 54 Jahren: Im Jahr 1956 war Ossi Reichert die Schnellste gewesen. Rebensburg genügte die siebte Zeit im zweiten Durchgang, der von Denise Karbon (ITA) gewonnen wurde. Doch ebenso wie Karbon (Rang 30 nach dem 1. Lauf, letztlich Rang 23), waren diese übrigen Läuferinnen schon nach dem ersten Lauf zu weit abgeschlagen gewesen. Lediglich Fabienne Suter konnte Hoffnungen hegen, als sie nach Rang 11 im ersten Lauf für längere Zeit (bis zu Rebensburg und Maze) in Führung lag. Tina Maze fuhr im zweiten Lauf die 11., Elisabeth Görgl die 15. Zeit.
Rebensburg war einem großen internationalen Publikum erstmals am 13. Februar 2007 aufgefallen, als der Riesenslalom bei den Weltmeisterschaften in Aare gefahren wurde und sie mit drittbester Laufzeit des 2. Durchgangs noch von Rang 21 auf Endrang 8 vorstieß. Ihr bislang bestes Weltcup-Resultat realisierte sie beim RTL vom 24. Januar 2010 in Cortina d’Ampezzo mit Rang drei.

### Slalom
| Platz | Land | Sportler              | Zeit (min) |
| ----- | ---- | --------------------- | ---------- |
| 1     | GER  | Maria Riesch          | 1:42,89    |
| 2     | AUT  | Marlies Schild        | 1:43,32    |
| 3     | CZE  | Šárka Záhrobská       | 1:43,90    |
| 4     | SWE  | Maria Pietilä Holmner | 1:44,22    |
| 5     | FRA  | Sandrine Aubert       | 1:44,46    |
| 6     | FIN  | Tanja Poutiainen      | 1:44,93    |
| 7     | AUT  | Elisabeth Görgl       | 1:44,97    |
| 8     | ITA  | Nicole Gius           | 1:45,01    |
| 9     | SLO  | Tina Maze             | 1:45,09    |
| 10    | SVK  | Veronika Zuzulová     | 1:45,14    |
| 11    | ITA  | Manuela Mölgg         | 1:45,31    |
|       |      |                       |            |
| 13    | AUT  | Kathrin Zettel        | 1:45,59    |
| 14    | GER  | Christina Geiger      | 1:45,62    |
| 15    | SWE  | Frida Hansdotter      | 1:45,67    |
| 22    | LIE  | Marina Nigg           | 1:46,83    |

Datum: 26. Februar 2010
1. Lauf: 19:00 Uhr MEZ (10:00 Uhr Ortszeit)
2. Lauf: 22:30 Uhr MEZ (13:30 Uhr Ortszeit)
Strecke: „Dave Murray“

Start: 985 m, Ziel: 805 m

Höhendifferenz: 180 m

Kurssetzer 1. Lauf: Klemen Bergant (SLO) 62 Tore

Kurssetzer 2. Lauf: Günter Obkircher (AUT) 64 Tore
87 Teilnehmerinnen aus 47 Ländern, 70 in der Wertung. Ausgeschieden u. a. im 1. Lauf: Lindsey Vonn (USA), Ana Drev (SLO); im 2. Lauf: Fanny Chmelar (GER), Chiara Costazza (ITA), Michaela Kirchgasser (AUT), Megan McJames (USA), Mona Løseth (NOR), Susanne Riesch (GER), Anja Pärson (SWE).
Bei starker Bewölkung und zeitweise leichtem Schneefall konnte das Rennen ohne Probleme durchgeführt werden. Maria Riesch, die vor dem Rennen zu den Favoritinnen gehörte, erzielte im ersten Lauf die Bestzeit. Auf den weiteren Plätzen folgten Šárka Záhrobská, Marlies Schild (in ihrer Comeback-Saison nach Verletzung) und die jüngere Schwester Susanne Riesch. Die Fahrerinnen auf den Plätzen drei bis neun lagen weniger als eine halbe Sekunde auseinander. Im zweiten Lauf ergab sich an der Spitze nur eine kleine Veränderung, indem Záhrobská von Schild überholt wurde. Maria Riesch konnte im zweiten Lauf ihren Vorsprung von vier Zehntelsekunden sicher verwalten und gewann nach der Super-Kombination die zweite Goldmedaille, Susanne Riesch hingegen schied aus. Der Frauenslalom war nach 2006 das einzige alpine Skirennen ohne Schweizer Beteiligung, da keine Athletin die erforderlichen Qualifikationskriterien erfüllt hatte. Záhrobská holte die erste alpine Olympiamedaille für Tschechien.

### Super-Kombination
| Platz | Land | Sportler              | Zeit (min) |
| ----- | ---- | --------------------- | ---------- |
| 1     | GER  | Maria Riesch          | 2:09,14    |
| 2     | USA  | Julia Mancuso         | 2:10,08    |
| 3     | SWE  | Anja Pärson           | 2:10,19    |
| 4     | AUT  | Kathrin Zettel        | 2:10,50    |
| 5     | SLO  | Tina Maze             | 2:10,53    |
| 6     | SUI  | Fabienne Suter        | 2:10,85    |
| 7     | CZE  | Šárka Záhrobská       | 2:11,02    |
| 8     | ITA  | Johanna Schnarf       | 2:11,29    |
| 9     | AUT  | Michaela Kirchgasser  | 2:11,35    |
| 10    | FRA  | Marie Marchand-Arvier | 2:11,82    |
|       |      |                       |            |
| 16    | AUT  | Anna Fenninger        | 2:13,27    |
| 18    | AUT  | Elisabeth Görgl       | 2:13,58    |
| 23    | SUI  | Andrea Dettling       | 2:14,44    |

Datum: 18. Februar 2010

Strecke: „Franz’s Downhill“
Abfahrt: 18:30 Uhr MEZ (09:30 Uhr Ortszeit)

Start: 1500 m, Ziel: 825 m

Höhendifferenz: 675 m, Streckenlänge: 2500 m

Kurssetzer: Jan Tischhauser, 36 Tore
Slalom: 21:30 Uhr MEZ (12:30 Uhr Ortszeit)

Start: 974 m, Ziel: 805 m

Höhendifferenz: 169 m

Kurssetzer: Klemen Bergant (SLO), 55 Tore
35 Teilnehmerinnen aus 19 Ländern, 28 in der Wertung. Ausgeschieden u. a.: Nadja Kamer (SUI), Daniela Merighetti (ITA), Gina Stechert (GER), Lindsey Vonn (USA).
Die Superkombination musste wegen des anhaltend schlechten Wetters zu Beginn der ersten Woche und fehlender Trainingsfahrten um vier Tage verschoben werden. Die Kombinationsabfahrt war gegenüber der Spezialabfahrt um etwas mehr als 400 Meter verkürzt. Außerdem wurde der Zielsprung „Hot Air“, wo es einige schwere Stürze gegeben hatte, entschärft. Schnellste in der Abfahrt war Lindsey Vonn, 0,33 Sekunden vor Maria Riesch und 0,8 Sekunden vor der erneut überraschenden Julia Mancuso.
Im Slalom fuhren Šárka Záhrobská, Michaela Kirchgasser und Sandrine Aubert die schnellsten Zeiten. Diese hatten nach der Abfahrt allerdings schon einen zu großen Rückstand, um noch in die Medaillenränge vorstoßen zu können. Riesch gewann mit siebtbester Laufzeit die Goldmedaille (es war ihre erste Olympiamedaille, nachdem sie 2006 wegen Verletzung gefehlt hatte) vor Mancuso (9. im Slalom) und Anja Pärson (5.). Vor allem die Bronzemedaille von Pärson überraschte, da die Schwedin sich bei ihrem spektakulären Sturz in der Abfahrt tags zuvor zahlreiche Blutergüsse zugezogen hatte. Vonn schied im Slalom mit bis dahin noch zweitbester Gesamtzeit aus.